# Nissan Mixim
Nissan Mixim  (яп. 日産・ミクシム Микусиму) — электрический концепт-кар японской компании Nissan, представленный на Франкфуртском автосалоне в сентябре 2007 года. Ориентированный в первую очередь на людей, проводящих много времени в интернете, Mixim был разработан в рамках Зелёной программы Nissan (англ. Nissan Green Program). Серийной модели на его базе создано не было.

## История создания и концепция
Для создания этого автомобиля были опрошены подростки из Европы, Японии, США и Китая в возрасте от 15 до 17 лет. Им был задан вопрос о том, каким они видят свой автомобиль. Как оказалось, большинство из них вообще не хотят покупать машину, поскольку автомобили — это «шумный, грязный пережиток прошлого столетия». Nissan понимала, что новое поколение всё больше проводит времени в цифровом мире, поэтому было решено создать концепт, подходящий к подобному образу жизни. По словам Франсуа Банкона, генерального менеджера отдела перспективного планирования Nissan, целью компании было создать автомобиль, который «понравится подросткам, но не понравится их родителям». Выбор именно электродвигателей также связан с образом жизни людей цифрового поколения, поскольку «они даже не будут рассматривать варианты без электричества, ведь они — поколение электроники».
Официальная презентация модели состоялась в сентябре 2007 года на 62-м Франкфуртском автосалоне. В 2008 году концепт выставлялся также на Австралийском международном автосалоне (октябрь) и на автосалоне в Гуаньчжоу (ноябрь).

## Дизайн и конструкция
Автомобиль представляет собой трёхдверное купе с тремя посадочными местами и одним дополнительным. Лобовое стекло заходит на крышу и соприкасается с боковыми стёклами на дверях, создавая общую линию остекления, напоминающую гоночный шлем. Двери имеют конструкцию «крыльев чайки». Колёсные диски выполнены в виде компакт-дисков, поделённых на три равновеликих сегмента. На крыше по бокам присутствуют три остеклённые области треугольной формы. На автомобиле имеется несколько элементов в виде алмазов: нижние фары на бампере и воздухозаборники сзади дверей. По сторонам кузова установлено 8 камер для наблюдения за окружением автомобиля.
Интерьер автомобиля очень необычный по своей компоновке: место водителя находится спереди по центру, чуть сзади по бокам расположены два пассажирских, а сзади места водителя расположено дополнительное складное сидение. Руль выполнен в виде штурвала у гоночных автомобилей. Панель приборов огибает рулевую колонку сверху и является полностью цифровой. Слева и справа от руля расположены кнопки управления. Сидения имеют механизм поворота. В автомобиле также имеются USB-порты и возможность выхода в интернет. Такой дизайн экстерьера и интерьера, а также функционал связаны с общей концепцией этой модели — автомобиль для геймеров и тех, кто часто сидит в интернете.

### Технические характеристики
Концепт построен на платформе Nissan B, её в то время использовали такие серийные модели, как Micra и Note. Mixim оснащен двумя электродвигателями (официальное их наименование — SuperMotor, ранее они уже применялись на концепте Pivo) — для передней и задней оси, соответственно. Оба мотора имеют два выходных вала, которые могут работать независимо друг от друга. Это позволяет автоматически отключить подачу энергии на одно из колёс, если оно вращается вхолостую. Суммарная мощность этих двигателей составляет 100 кВт (134 л. с.). Максимальная скорость — 180 км/ч. Разгон от 0 до 100 км/ч занимает приблизительно 10,5 секунд. В качестве источников питания используются литий-ионные аккумуляторы. Запас хода составляет 250 км, а время подзарядки, по словам компании, занимает до 40 минут. Для увеличения запаса хода на концепте применено рекуперативное торможение. Автомобиль очень лёгкий — его масса составляет всего 950 кг. Габариты также весьма небольшие — длина составляет 3700 мм, ширина — 1800 мм, высота — 1400 мм, что делает автомобиль короче и ниже (но шире), чем, например, Nissan Micra.

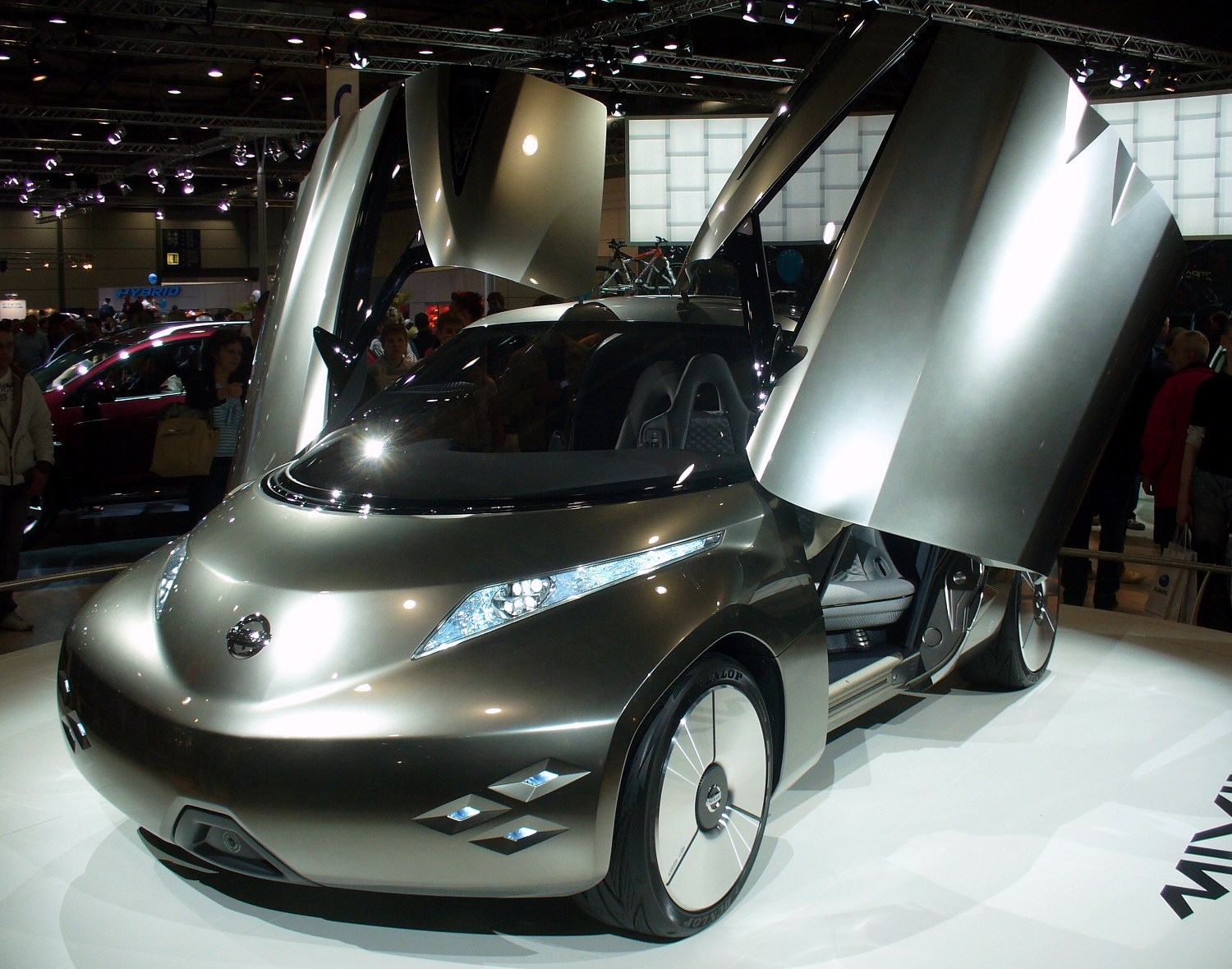
Вид спереди, двери открыты
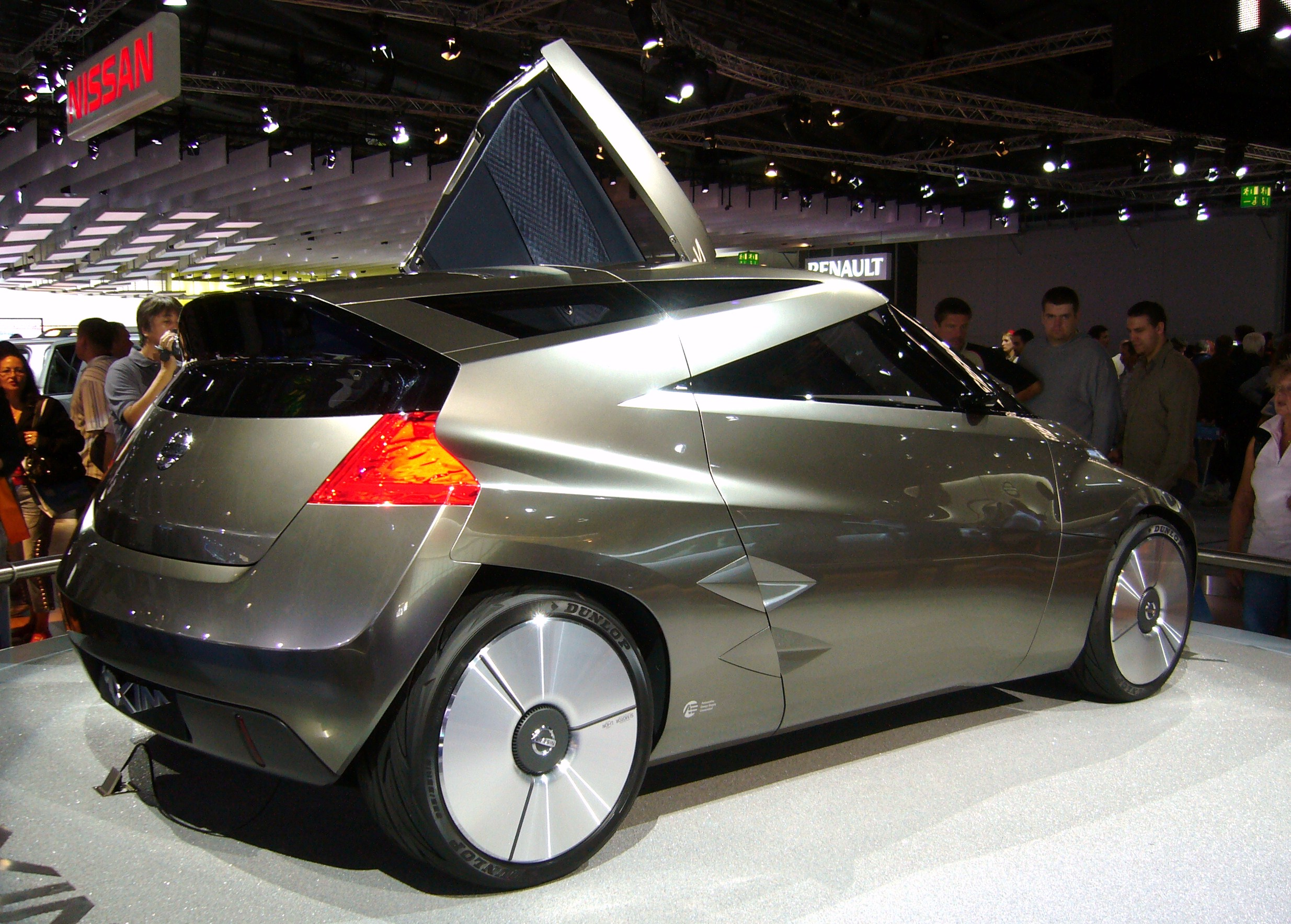
Вид сзади
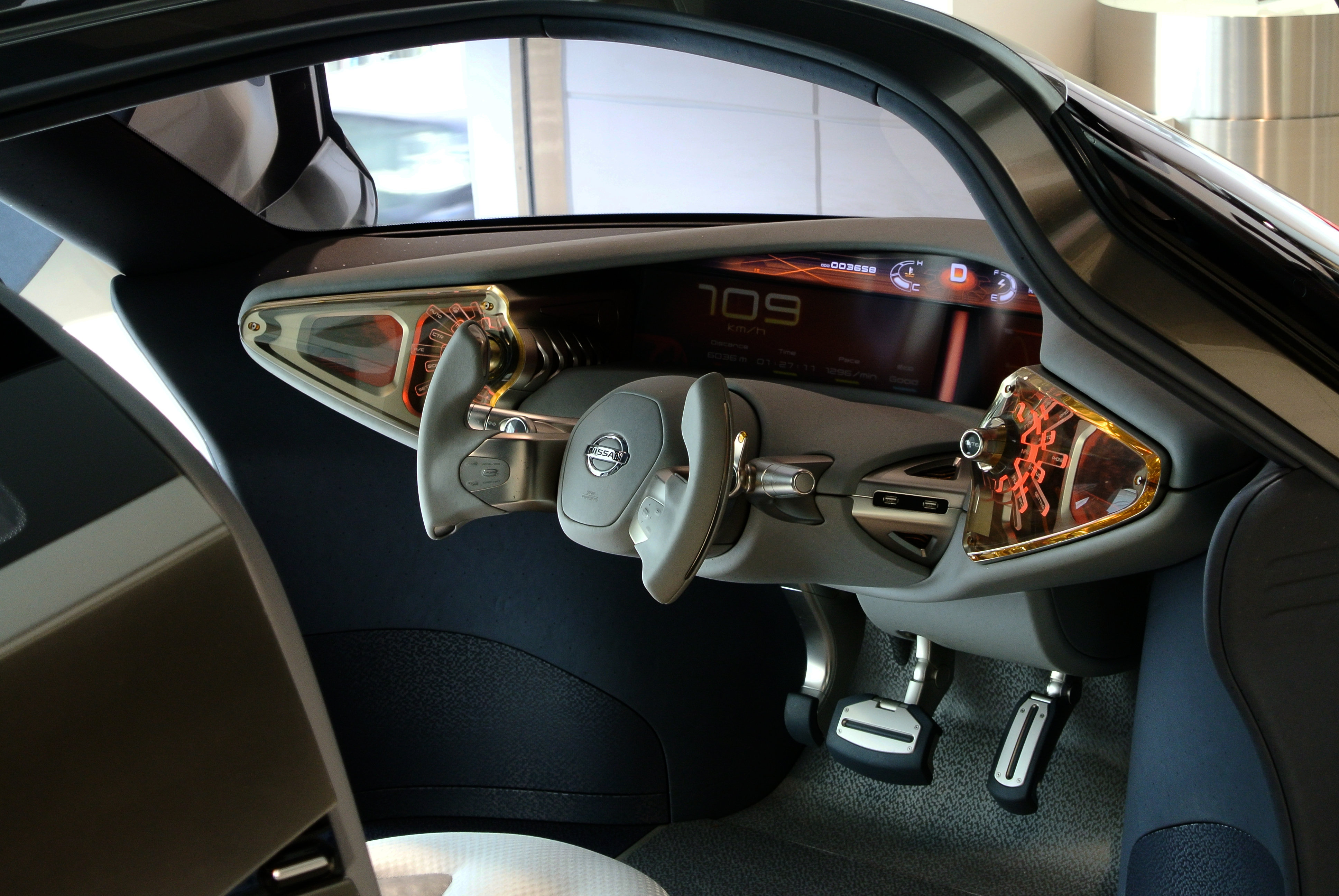
Интерьер

## Обзоры и оценки
Британское издание Auto Express в декабре 2007 года провело тест-драйв Nissan Mixim. Модель в целом была оценена положительно, её даже назвали «аналогом Nissan Note из 2020 года». Однако, одиночное расположение места водителя редакции не понравилось, поскольку это выглядит лишь как место шофёра для двух (или трёх) задних пассажиров. Общая оценка — 4 из 5.